# Episodi pilot
Un episodi pilot o pilot televisiu és un episodi que s'emet per a determinar si una sèrie de televisió té possibilitats d'èxit entre els espectadors, un episodi de prova d'una potencial sèrie de televisió que s'utilitza per a vendre-la a una cadena. Té especial rellevància en la indústria televisiva estatunidenca.
Després de l'emissió del pilot i en funció d'indicadors com la quota d'audiència o la resposta de la crítica, la cadena determinarà si assumix o no la despesa econòmica que suposaria l'emissió i desenvolupament de la sèrie completa (o almenys d'una primera temporada). És a dir, podríem entendre un episodi pilot com un prototip de la sèrie que, en cas d'èxit, se'n seguirà. Per este motiu, és habitual que hi haja diversos canvis entre el pilot i el primer episodi. En cas que estos canvis no siguen importants, pot ser que es decidisca convertir el pilot en el primer episodi de la sèrie.

## Tipus de pilots

### Pilot introductori
Un pilot introductori —en anglès conegut com a premise pilot— és un episodi pilot que establix l'argument, la trama de la sèrie, tot introduint els personatges i el seu món a l'espectador. L'estructura d'esta mena d'episodis pilot sol diferir de la de la resta d'episodis que seguiran, atès que en l'acció que hi transcorre s'hi va presentant el que serà el tema principal de la sèrie, el context en què es desenvoluparan la resta d'episodis. En el pilot de Lost, per exemple, un avió s'estavella en una illa remota, i durant la sèrie els personatges hauran d'intentar sobreviure-hi i ésser-ne rescatats. Els pilots introductoris solen estar estructurats per tal que, si no es decidix fer canvis substancials a la sèrie, puguen esdevenir-ne el primer episodi.

### Prova de concepte
El pilot de tipus «prova de concepte» és el cas oposat al del pilot introductori. No s'intenta presentar els personatges i la trama d'una forma explícita, sinó que, per a dir-ho d'alguna manera, l'espectador apareix en una situació que ja està en progrés: no succeïx cap esdeveniment clau, cap canvi dràstic, que determine per on anirà la resta de la sèrie, com sí que sol passar en els pilots introductoris. És per això que este tipus de pilots seguixen una estructura pareguda a la que tindran la resta d'episodis i, per tant, donen als executius de la cadena una idea més propera de com serà un episodi ordinari de la sèrie.

### Backdoor pilot
Un backdoor pilot —literalment, en anglès, «pilot per la porta del darrere»— és un episodi o conjunt d'episodis relacionats amb una sèrie ja existent en què s'intenta centrar l'atenció en un tema o personatge secundari, utilitzant-ho com a prova de concepte per a determinar la viabilitat d'un spin-off derivat de la sèrie original. Això es pot fer utilitzant un episodi de la sèrie original com a backdoor pilot, de manera que passe més desapercebut entre els espectadors, o bé en forma de minisèrie, d'un episodi únic o d'una pel·lícula de més duració independents de la sèrie principal. En este últim cas, els resultats són més fiables per a evaluar l'èxit de la hipotètica sèrie derivada, donat que no van lligats a l'èxit i expectatives d'una marca ja existent.